# Mops (nietoperze)
Mops, molosinek (Mops) – rodzaj ssaków latających z podrodziny molosów (Molossinae) w obrębie rodziny molosowatych (Molossidae).

## Rozmieszczenie geograficzne
Rodzaj obejmuje gatunki występujące w Afryce (włącznie z Madagaskarem), południowej i południowo-wschodniej Azji oraz Australii i Oceanii.

## Morfologia
Długość ciała (bez ogona) 42–94 mm, długość ogona 19–58 mm, długość ucha 9–32 mm, długość tylnej stopy 4–19 mm, długość przedramienia 27–67 mm; masa ciała 5–69 g.

## Systematyka
Rodzaj zdefiniował w 1842 roku francuski chirurg i zoolog René Lesson w publikacji swojego autorstwa zatytułowanej  Nowa tabela królestwa zwierząt: Ssaki. Gatunkiem typowym jest (oznaczenie monotypowe) mops malajski (M. mops).

### Etymologia
- Mops: epitet gatunkowy Molossus mops de Blainville, 1840[14]; malajska nazwa mops dla nietoperza[15].
- Chaerephon: Chaerephon (gr. Χαιρεφων Khairephōn) (470/460-403/399 p.n.e), starożytny Grek najlepiej zapamiętany jako lojalny przyjaciel i zwolennik Sokratesa, wspomniany przez Arystofanesa[16][3]; jego pseudonim brzmiał ‘Nietoperz’ ponieważ nigdy nie wychodził za dnia[17]. Gatunek typowy (oznaczenie monotypowe): Molossus (Nyctinomus) johorensis Dobson, 1873
- Xiphonycteris: gr. ξιφος xiphos ‘miecz’[18]; νυκτερις nukteris, νυκτεριδος nukteridos ‘nietoperz’[19]. Gatunek typowy (oryginalne oznaczenie): Xiphonycteris spurrelli Dollman, 1911.
- Lophomops: gr. λοφος lophos ‘grzebień, czub’[20]; rodzaj Mops Lesson, 1842 (mops)[5]. Gatunek typowy (oryginalne oznaczenie): Chaerephon (Lophomops) chapini J.A. Allen, 1917.
- Allomops: gr. αλλος allos ‘inny’[21]; rodzaj Mops Lesson, 1842[6]. Gatunek typowy (oryginalne oznaczenie): Chaerephon (Allomops) osborni J.A. Allen, 1917.
- Philippinopterus: ang. Philippines ‘Filipiny’; -πτερος -pteros ‘-skrzydły’, od πτερον pteron ‘skrzydło’[22]. Gatunek typowy (oryginalne oznaczenie): Philippinopterus lanei[a] E.H. Taylor, 1934.
- Meganycteris: gr. μεγας megas, μεγαλη megalē ‘wielki’[23]; νυκτερις nukteris, νυκτεριδος nukteridos ‘nietoperz’[19]. Gatunek typowy (oryginalne oznaczenie): †Meganycteris monslapidis Rachl, 1983.
- Ornatomops: łac. ornatus ‘ozdobny, ozdobiony’, od ornare ‘ozdabiać’; rodzaj Mops Lesson, 1842 (mops)[9]. Gatunek typowy (oryginalne oznaczenie): Tadarida (Chaerephon) gallagheri D.L. Harrison, 1975.

### Podział systematyczny
W niektórych ujęciach systematycznych podrodzaj Chaerephon jest traktowany jako odrębny rodzaj; zachodzi potrzeba dalszych badań potwierdzających taki układ. Do rodzaju należą następujące występujące współcześnie gatunki zgrupowane w czterech podrodzajach:
| Podrodzaj     | Grafika | Gatunek               | Autor i rok opisu                                                               | Nazwa zwyczajowa        | Podgatunki         | Rozmieszczenie geograficzne | Podstawowe wymiary                                                 | Status IUCN |
| ------------- | ------- | --------------------- | ------------------------------------------------------------------------------- | ----------------------- | ------------------ | --- | ------------------------------------------------------------------ | ----------- |
| Chaerephon    |         | Mops aloysiisabaudiae | (Festa, 1907)                                                                   | molosek książęcy        | gatunek monotypowy | rozłącznie w Wybrzeżu Kości Słoniowej i Ghanie oraz w Kamerunie, Gabonie, Republice Środkowoafrykańskiej, Demokratycznej Republice Konga, Sudanie Południowym i Ugandzie; być może Kongo; zakres wysokości: do 1200 m n.p.m.                                                     | DC: 7,4–8,6 cm DO: 3,4–4,6 cm DP: 4,8–5,3 cm MC: 18–38 g           | LC          |
| Chaerephon    |         | Mops ansorgei         | (O. Thomas, 1913)                                                               | molosek sawannowy       | gatunek monotypowy | północno-wschodnie Wybrzeże Kości Słoniowej na wschód do Etiopii, na południe przez Afrykę Wschodnią do Zimbabwe i wschodniej Południowej Afryki (KwaZulu-Natal), 1 zapis z zachodniej Angoli; zakres wysokości: 400–2000 m n.p.m.                                               | DC: 6,6–8,1 cm DO: 3,6–4,2 cm DP: 4,3–5,1 cm MC: 15–23 g           | LC          |
| Chaerephon    |         | Mops bemmeleni        | (Jentink, 1879)                                                                 | molosek liberyjski      | gatunek monotypowy | rozłącznie w Gwinei, Sierra Leone, Liberii, Wybrzeżu Kości Słoniowej, Kamerunie, południowo-środkowym Sudanie Południowym, Ugandzie, wschodniej Demokratycznej Republice Konga, południowo-zachodniej Kenii i północnej Tanzanii; zakres wysokości: około 1600 m n.p.m.          | DC: 6–7 cm DO: 3,4–4 cm DP: 4,1–4,8 cm MC: 11–14 g                 | LC          |
| Chaerephon    |         | Mops bivittatus       | (von Heuglin, 1861)                                                             | molosek plamkowany      | gatunek monotypowy | szeroko rozpowszechniony w Zimbabwe, marginalnie do południowej Zambii, wschodniego Malawi i zachodniego Mozambiku, izolowane populacje od Erytrei i Etiopii na południe do północnej Zambii                                                                                     | DC: 7,4–8,1 cm DO: 3,2–4,8 cm DP: 4,6–5,1 cm MC: 15–32 g           | LC          |
| Chaerephon    |         | Mops chapini          | (J.A. Allen, 1917)                                                              | molosek blady           | gatunek monotypowy | rozproszony w Czarnej Afryce w Wybrzeżu Kości Słoniowej, Ghanie, Sudanie Południowym i Etiopii na południe do Angoli, Namibii i Zimbabwe | DC: 5–6 cm DO: 2,7–4,4 cm DP: 3,4–4 cm MC: 5–11 g                  | LC          |
| Chaerephon    |         | Mops leucogaster      | (A. Grandidier, 1869)                                                           | molosek białobrzuchy    | gatunek monotypowy | niejednolicie od Sierra Leone i Mali na wschód do Etiopii, na południe do Demokratycznej Republiki Konga, wschodnia Tanzania (wraz w wyspą Pemba), Komory i Madagaskar (głównie na zachdzie); zakres wysokości: 0–900 m n.p.m.                                                   | DC: 5,3–6,2 cm DO: 2,6–3,7 cm DP: 3,3–3,7 cm MC: 6–10 g            | LC          |
| Chaerephon    |         | Mops major            | (Trouessart, 1897)                                                              | molosek sudański        | gatunek monotypowy | Gwinea i Liberia na wschód do Nigru i Nigerii, dolina Nilu Białego, Jezioro Wiktorii, wybrzeże od południowo-wschodniej Kenii do północno-wschodniej Tanzanii, południowo-zachodnie jezioro Tanganika (północno-wschodnia Zambia)                                                | DC: 5,8–7,1 cm DO: 2,7–4,2 cm DP: 3,9–4,6 cm MC: 10–28 g           | LC          |
| Chaerephon    |         | Mops nigeriae         | (O. Thomas, 1913)                                                               | molosek nigeryjski      | 2 podgatunki       | rozłącznie w Sierra Leone na wschód do Etiopii i południowo-zachodniej Arabii i od Angoli na wschód do Tanzanii, na południe do północnej Namibii i północnej Botswany; zakres wysokości: do 1400 m n.p.m.                                                                       | DC: 6,8–7,8 cm DO: 3,1–5,2 cm DP: 4,1–5,1 cm MC: 10–26 g           | LC          |
| Chaerephon    |         | Mops pumilus          | (Cretzschmar, 1826)                                                             | molosek drobny          | gatunek monotypowy | rozłącznie od Senegalu na wschód do Erytrei, Etiopii i Somalii, na południe do ANgoli, Botswany i wschodniej Południowej Afryki, włącznie z wyspami Bioko, Pemba i Zanzibar, także południowo-zachodnia Arabia                                                                   | DC: 4,2–6,7 cm DO: 2,4–4 cm DP: 3,2–4,2 cm MC: 6–16 g              | LC          |
| Chaerephon    |         | Mops russatus         | (J.A. Allen, 1917)                                                              | molosek rdzawy          | gatunek monotypowy | izolowane miejsca w południowej Gwinei (góry Simandou), południowo-zachodnim Wybrzeżu Kości Słoniowej, południowej Ghanie, środkowym Kamerunie, północno-zachodniej i północno-wschodniej Demokratycznej Republice Konga oraz południowo-zachodniej Kenii                        | DC: 6,4–7,3 cm DO: 2,9–3,7 cm DP: 4,2–4,6 cm MC: 16–19 g           | DD          |
| Chaerephon    |         | Mops pusillus         | (G.S. Miller, 1902)                                                             |                         | gatunek monotypowy | endemit Seszeli: Amiranty i Aldabra; zakres wysokości: 0–400 m n.p.m. | DC: 5,2–5,7 cm DO: 2,7–3,6 cm DP: 3,6–3,9 cm MC: 5–12 g            | VU          |
| Chaerephon    |         | Mops atsinanana       | (S.M. Goodman, Buccas, Naidoo, F. Ratrimomanarivo, P.J. Taylor & J. Lamb, 2010) | molosinek madagaskarski | gatunek monotypowy | endemit Madagaskaru: wzdłuż wschodniego wybrzeża, od około 16° szerokości geograficznej południowej do Vangaindrano (23° szerokości geograficznej południowej); zakres wysokości: 0–1100 m n.p.m.                                                                                | DC: 6,1–6,7 cm DO: 2,7–3,9 cm DP: 3,7–4,2 cm MC: 9–17 g            | LC          |
| Chaerephon    |         | Mops jobimena         | (S.M. Goodman & Cardiff, 2004                                                   | molosek rudawy          | gatunek monotypowy | endemit Madagaskaru: specjalny rezerwat Ankarana (na północny), Park Narodowy Isalo i Park Narodowy Zombitse-Vohibasia (na południu); zakres wysokości: 50–870 m n.p.m. | DC: 7,5–7,9 cm DO: 3,2–5,1 cm DP: 4,5–4,8 cm MC: 12–16 g           | LC          |
| Chaerephon    |         | Mops johorensis       | (Dobson, 1873)                                                                  | molosek malajski        | gatunek monotypowy | skrajnie południowa Tajlandia (las Hala-bala), półwyspowa Malezja i północno-wschodnia Sumatra (Indonezja); zakres wysokości: poniżej 300 m n.p.m. | DC: 6–7,2 cm DO: 3,6–4,3 cm DP: 4,4–4,9 cm MC: 15–25 g             | VU          |
| Chaerephon    |         | Mops plicatus         | (Buchanan, 1800)                                                                | molosek pomarszczony    | gatunek monotypowy | rozproszony w Indiach, Sri Lance, Chińskiej Republice Ludowej, kontynentalnej Azji Południowo-Wschodniej, Filipinach, na Borneo, Jawie, Bali i Lombok; zakres wysokości: 0–950 m n.p.m.                                                                                          | DC: 6,5–7,5 cm DO: 2,8–4 cm DP: 4–5 cm MC: 13–31 g                 | LC          |
| Chaerephon    |         | Mops bregullae        | (Felten, 1964)                                                                  | molosek fidżyjski       | gatunek monotypowy | kilka wysp w Vanuatu (Espiritu Santo i Malo) i Fidżi (Vanua Levu i Taveuni); zakres wysokości: 0–850 m n.p.m. | DC: 6,5–6,7 cm DO: 4,2–4,5 cm DP: 5,1–5,4 cm MC: 16–22 g           | EN          |
| Chaerephon    |         | Mops solomonis        | (Troughton, 1931)                                                               | molosek wyspowy         | gatunek monotypowy | endemit Wysp Salomona: Choiseul i Santa Isabel; zakres wysokości: około 180 m n.p.m. | DC: 5,6–6,3 cm DO: 3–3,5 cm DP: 4,1–4,3 cm MC: 11,5–13 g           | EN          |
| Chaerephon    |         | Mops jobensis         | (G.S. Miller, 1902)                                                             | molosek fałdousty       | 2 podgatunki       | Indonezja (Seram i Yapen), Papua-Nowa Gwinea (wschodnia Nowa Gwinea i wyspa Nowa Brytania) oraz północna Australia (od na północ od Geraldton na wschód do Rockhampton); zakres wysokości: 0–1400 m n.p.m.                                                                       | DC: 5,2–9 cm DO: 3,1–4,5 cm DP: 4,3–5,2 cm MC: 10,5–30 g           | LC          |
| Ornatomops    |         | Mops gallagheri       | (D.L. Harrison, 1975)                                                           | molosek tajemniczy      | gatunek monotypowy | endemit Demokratycznej Republiki Konga: znany tylko z miejsca typowego w lesie Scierie (na południowy zachód od Kindu) | DC: około 4,9 cm DO: około 2,8 cm DP: około 3,7 cm MC: brak danych | DD          |
| Ornatomops    |         | Mops tomensis         | (Juste & Ibañez, 1993)                                                          | molosek zatokowy        | gatunek monotypowy | endemit Wysp Świętego Tomasza i Książęcej: Wyspa Świętego Tomasza; zakres wysokości | DC: 5–6 cm DO: 2,9–3,4 cm DP: 3,5–3,8 cm MC: 7–7,2 g               | EN          |
| Xiphonycteris |         | Mops bakarii          | Stanley, 2008                                                                   | mops pembański          | gatunek monotypowy | enddemit Tanzanii: wyspa Pemba (Zanzibar) | DC: 6,3–7,2 cm DO: 2,4–3,3 cm DP: 3,4–3,8 cm MC: 13–18,5 g         | DD          |
| Xiphonycteris |         | Mops brachypterus     | (W.C.H. Peters, 1852)                                                           | mops krótkoskrzydły     | 2 podgatunki       | Senegal na wschód do Ugandy, przez wybrzeże od południowo-wschodniej Kenii na południe do północno-wschodniego Mozambiku (wraz z wyspami Zanzibra, Mafia i Mozambik) | DC: 5,2–6,5 cm DO: 2,5–3,5 cm DP: 3,4–4,1 cm MC: 12–18 g           | LC          |
| Xiphonycteris |         | Mops nanulus          | J.A. Allen, 1917                                                                | mops karłowaty          | gatunek monotypowy | od Sierra Leone i Gwinei rozproszony przez Kotlinę Konga do Sudanu Południowego, zachodnio-środkowej Etiopii i zachodniej Kenii | DC: 5,6–5,9 cm DO: 1,9–2,9 cm DP: 2,7–3,1 cm MC: 6–11 g            | LC          |
| Xiphonycteris |         | Mops petersoni        | (El-Rayah, 1981)                                                                | mops kameruński         | gatunek monotypowy | znany z 1 lokalizacji w Ghanie i 5 w Kamerunie | DC: około 6,6 cm DO: około 2,7 cm DP: 3,2–3,5 cm MC: brak danych   | NT          |
| Xiphonycteris |         | Mops spurrelli        | (Dollman, 1911)                                                                 | mops dziuplowy          | gatunek monotypowy | nierównomiernie w Sierra Leone, Liberii, Gwinei, Wybrzeżu Kości Słoniowej, Ghanie, Togo, Kamerunie, Gwinei Równikowej (wraz z wyspą Bioko), Republice Środkowoafrykańskiej i połnocno-wschodniej Demokratycznej Republiki Konga                                                  | DC: 5,8–6,6 cm DO: 2–2,5 cm DP: 2,7–3 cm MC: około 11 g            | LC          |
| Xiphonycteris |         | Mops thersites        | (O. Thomas, 1903)                                                               | mops brzydki            | gatunek monotypowy | Sierra Leone i Gwinea na wschód do Kamerunu (włącznie z wyspą Bioko) i przz Kotlinę Konga do Ugandy, Rwandy i zachodniej Kenii | DC: 6,6–7,7 cm DO: 2,5–3,6 cm DP: 3,5–4,2 cm MC: 10–34 g           | LC          |
| Mops          |         | Mops condylurus       | (A. Smith, 1833)                                                                | mops angolski           | gatunek monotypowy | południowa Mauretania i Senegal na wschód do południowo-zachodniej Somalii, na południe (za wyjątkiem Kotliny Konga) do południowo-zachodniej Angoli, północnej Botswany, Eswatini i wschodniej Południowej Afryki (KwaZulu-Natal)                                               | DC: 6,4–7,5 cm DO: 3,2–5,2 cm DP: 4,5–5,1 cm MC: 16–39 g           | LC          |
| Mops          |         | Mops congicus         | J.A. Allen, 1917                                                                | mops kongijski          | gatunek monotypowy | nierównomiernie w Afryce Środkowej od południowego Kamerunu na wschód do północnej Demokratycznej Republiki Konga i zachodniej Ugandy | DC: 9,1–9,4 cm DO: 3,9–5,8 cm DP: 5,4–5,8 cm MC: 42–64 g           | LC          |
| Mops          |         | Mops demonstrator     | (O. Thomas, 1903)                                                               | mops samotny            | gatunek monotypowy | zachodnia i zachodnio-środkowa Afryka (Wybrzeże Kości Słoniuowej, Ghana, Burkina Faso i Kamerun), doliny Nilu Błękitnego i Białego (Sudan, Sudan Południowy, północnao-wschodnia Demokratyczna Republika Konga i zachodnia Uganda); prawdopodobnie Republika Środkowoafrykańska) | DC: 7,6–8,2 cm DO: 2,7–3,7 cm DP: 4,1–4,6 cm MC: 20–24 g           | LC          |
| Mops          |         | Mops midas            | (Sundevall, 1843)                                                               | mops jednobarwny        | gatunek monotypowy | nierównomiernie o Senegalu na wschód do Erytrei i Etiopii, na południe do północnej Namibii, północnej Botswany, Zimbabwe, północno-wschodniej Południowej Afryki i Madagaskaru; także południowo-zachodnia Arabia Saudyjska                                                     | DC: 8,9–9,4 cm DO: 3,7–5,6 cm DP: 5,9–6,7 cm MC: 38–69 g           | LC          |
| Mops          |         | Mops niangarae        | J.A. Allen, 1917                                                                | mops skryty             | gatunek monotypowy | endemit Demokratycznej Republiki Konga: znany tylko z miejsca typowego (Niangara) w skrajnie północno-wschodniej części kraju | DC: około 9,1 cm DO: około 3,4 cm DP: około 5,2 cm MC: brak danych | DD          |
| Mops          |         | Mops niveiventer      | Cabrera & Ruxton, 1926                                                          | mops śnieżnobrzuchy     | gatunek monotypowy | dość rzadko w południowo-środkowej Afryce w wschodniej i południowej Demokratycznej Republiki Konga, Rwandzie, Burundi, południowo-zachodniej Tanzanii, środkowej i wschodniej Angoli, Zambii oraz północno-zachodnim Mozambiku; być może Malawi                                 | DC: 7,2–7,9 cm DO: 3,2–3,7 cm DP: 4,4–4,8 cm MC: 20–30 g           | LC          |
| Mops          |         | Mops trevori          | J.A. Allen, 1917                                                                | mops równikowy          | gatunek monotypowy | Afryka Zachodnia (skrajnie południowo-wschodnia Gwinea na wschód do skrajnie południowo-zachodniej Nigerii) i Srodkowa (północno-wschodnia Demokratyczna Republika Konga i zachodnia Uganda)                                                                                     | DC: 8,1–9 cm DO: 3,4–4,4 cm DP: 5,1–5,5 cm MC: brak danych         | DD          |
| Mops          |         | Mops leucostigma      | (G.M. Allen, 1918)                                                              | mops osiedlowy          | gatunek monotypowy | Komory (Mohéli i Anjouan) i Madagaskar (wraz z wyspą Nosy Be) za wyjątkiem wysoko położonych centralnych obszarów wyspy; zakres wysokości: 0–1300 m n.p.m. | DC: 7–9 cm DO: 3,2–4,9 cm DP: 4–4,7 cm MC: 12–28 g                 | LC          |
| Mops          |         | Mops mops             | de Blainville, 1840                                                             | mops malajski           | gatunek monotypowy | skrajnie południowa Tajlandia (las Hala-Bala), Malezja (półwyspowa część i Sarawak) oraz Indonezja (Sumatra i być może Jawa) | DC: 6,5–7,2 cm DO: 3,5–3,9 cm DP: 4–4,6 cm MC: 17–24 g             | NT          |
| Mops          |         | Mops sarasinorum      | (A.B. Meyer, 1899)                                                              | mops sulaweski          | 2 podgatunki       | Indonezja (Celebes wraz z wyspami Peleng i Buton) i Filipiny (Palawan i Mindanao) | DC: 6,7–7,2 cm DO: 3–3,8 cm DP: 3,7–4,5 cm MC: 16–35 g             | DD          |

Kategorie IUCN:  LC  – gatunek najmniejszej troski,  NT  – gatunek bliski zagrożenia,  VU  – gatunek narażony,  EN  – gatunek zagrożony,  DD  – gatunki o nieokreślonym stopniu zagrożenia.
Opisano również gatunki wymarłe:
- Mops kerio Gunnell & Manthi, 2018[27] (Kenia; pliocen)
- Mops monslapidis (Rachl, 1983)[8] (Niemcy; miocen)
- Mops turkwellensis Gunnell & Manthi, 2018[27] (Kenia; pliocen).